# Tom Coburn
Tom Coburn, właśc. Thomas Allen Coburn (ur. 14 marca 1948 w Casper, zm. 28 marca 2020 w Tulsa) – amerykański lekarz i polityk, doktor medycyny, działacz Partii Republikańskiej, który w latach 1995–2001 reprezentował 2. okręg wyborczy stanu Oklahoma w Izbie Reprezentantów Stanów Zjednoczonych, zaś od 2005 do 2015 zasiadał w Senacie.
Senator Coburn był jednym z najbardziej konserwatywnych członków izby wyższej Kongresu, którego poglądy na różne sprawy (zobacz sekcja poniżej) wywoływał dużo kontrowersji. Mimo to utrzymywał dobry kontakt z wieloma politykami Partii Demokratycznej. Był m.in. przyjacielem Baracka Obamy, z którym poznał się, gdy obaj zaczynali w 2005 roku pracę w Senacie.

## Przed rozpoczęciem kariery politycznej
Urodził się w Casper (w Wyoming) w rodzinie pochodzenia niemieckiego. Studiował m.in. na Oklahoma State University. W roku 1983 ukończył studia na wydziale medycznym University of Oklahoma, po czym otworzył własną praktykę w Muskogee, Oklahoma. Był też diakonem w kościele baptystów.

### Rodzina
W roku 1968 poślubił Carolyn Denton, z którą ma trzy córki: Callie, Katię i Sarah. Jego matka, Joy, żyje nadal, ale ojciec, O.W. Coburn, już nie.

## Kariera polityczna

### Izba Reprezentantów
W roku 1994 zdobył nominację Partii Republikańskiej jako jej kandydat na kongresmena z 2. okręgu stanu Oklahoma (w którym mieści się Muskogee). Okręg ten uchodził dotychczas za bastion Partii Demokratycznej.
Początkowo spodziewano się, że jego przeciwnikiem będzie zasiadający z izbie od 1979 Mike Synar, ale ten, co było dla wielu dużym zaskoczeniem, został pokonany w prawyborach demokratycznych przez 71-letniego dyrektora szkoły Virgila Coopera. Coburn wygrał wybory stosunkiem 52 do 48% głosów, zostając tym samym pierwszym republikaninem z 2. okręgu, który zasiadał w Izbie od roku 1921.
Jako kongresmen generalnie uznawany był za konserwatystę. Zasiadając w izbie, opowiadał się m.in. za redukcją budżetu federalnego oraz ograniczeniem prawa do przerywania ciąży. Czasami jednak wyłamywał się z dyscypliny partyjnej i popadał w konflikty na tym tle z wpływowym spikerem Izby, Newtem Gingrichem.
W roku 1997 Coburn był sponsorem ustawy w sprawie przeciwdziałania AIDS, która nie została przyjęta. Przewidywała, iż wszyscy zakażeni wirusem HIV nie będą mogli z tego tytułu żadnych urzędów w publicznej służbie zdrowia.
Coburn przyrzekł w czasie swej pierwszej kampanii wyborczej, iż opuści Izbę po trzech dwuletnich kadencjach. W czasie republikańskich prawyborów prezydenckich w 2000 poparł byłego dyplomatę i konserwatywnego działacza Alana Keyesa, ale potem stał się jednym z najbardziej żarliwych popleczników prezydenta George’a W. Busha. Jego miejsce w Izbie zajął demokrata Brad Carson.

### Senat Stanów Zjednoczonych
W roku 2004 został wysunięty przez republikanów jako kandydat do Senatu Stanów Zjednoczonych w miejsce ustępującego partyjnego kolegi, Dona Nicklesa. Wygrał wybory większością 53 do 41%, pokonując swego następca w Izbie, demokratę Carsona. Kandydatka Partii Zielonych w tych wyborach, Sheila Bilyeu, zdobyła 5,99%. Jego pierwsza kadencja upłynęła 3 stycznia 2011 roku.
Był członkiem Komitetów Prawnego, Bezpieczeństwa Narodowego i Spraw Rządowych oraz ds. Indian. Notabene wśród rodowitych mieszkańców nie cieszy się żadną popularnością i bywa oskarżany nawet o rasizm na tym tle.
Jego mianowanie do Komitetu Prawnego było o tyle niezwykłe, iż nie miało to prawie nigdy miejsca w przypadku senatora zaledwie pierwszej kadencji i bez wykształcenia prawniczego.
Z uwagi na jego częsty sprzeciw wobec wielu ustaw nadano mu przydomek Dr. No.
W 2010 roku ubiegał się o reelekcję. Sprzyjało mu wiele czynników: Oklahoma stała się na przestrzeni ostatnich lat bardzo republikańskim stanem, prezydent Obama i Demokraci byli wówczas niepopularni w całym kraju, a jego przeciwnik Jim Rogers nie prowadził nawet kampanii. Dodatkowo sam był lubiany w swoim stanie. To wszystko sprawiło, że został ponownie wybrany zdobywając 71% głosów. Wygrał we wszystkich 77 hrabstwach Oklahomy.
Jako zwolennik limitów kadencji, obiecał, że nie będzie ubiegał się o reelekcję w 2016 roku. Po zdiagnozowaniu u niego raka prostaty w 2013 roku postanowił jednak zrezygnować wcześniej. 16 stycznia 2014 roku ogłosił, że przestanie być senatorem wraz z inauguracją nowego Kongresu. W listopadzie 2014 odbyły się w Oklahomie specjalne wybory senatora 3. klasy, przeprowadzone równolegle do wyborów 2. klasy Senatu, które odbywały się w całym kraju. W wyborach tych łatwe zwycięstwo odniósł Republikanin James Lankford.

### Kontrowersje

#### Aborcja
Coburn był jednym z najbardziej stanowczych przeciwników prawa do przerywania ciąży, przez co krytykowany był przez liczne organizacje zrzeszające kobiety. W czasie senackich przesłuchań kandydata do Sądu Najwyższy wypowiedział się również za odebraniem tego prawa także w wypadku ciąży powstałych w wyniku gwałtu. Twierdził wówczas, że jego babcia była właśnie efektem gwałtu.

#### Globalne zagrożenie środowiska
W czasie swej kampanii do Senatu Coburn stwierdził, iż nie ma żadnych przekonywających dowodów istnienia zagrożenia dla środowiska w skali globalnej i nazwał je „w większej części stekiem bzdur”.

#### Homoseksualizm
W czasie swej kampanii Senackiej Coburn stwierdził publicznie, że w miejscowości Coalgate w Oklahomie „lesbijstwo jest tak nieokiełznane w niektórych szkołach, iż na noc zostawia się tylko jedną dziewczynę w sypialni”. Wypowiedź ta została publicznie zdezauowana przez przedstawicieli tamtejszych szkół. Coburn był atakowany też za swoje inne liczne wypowiedzi pod adresem osób odmiennej orientacji seksualnej.

#### Lista Schindlera
Jako kongresmen domagał się zakazu emisji przez amerykańskie stacje telewizyjne nagrodzonego Oskarem dramatu o holocauście Lista Schindlera, oskarżając film o wulgarność, w tym seksualną i twierdząc, iż dzieci nie powinny z tego powodu go oglądać. Wiele osób nie zgodziło się z tym stwierdzeniem, a wśród nich było wielu jego republikańskich kolegów z izby.

#### Sprawa sterylizacji
Pewna kobieta oskarżyła go, iż poddał ją zabiegowi sterylizacji, podczas nagłej operacji w wyniku ciąży pozamacicznej w 1990, co odbyło się bez jej zgody. Coburn utrzymywał jednak, iż tę zgodę mu dano.

### Wojna w Iraku
W roku 2004, będąc zwolennikiem interwencji w Iraku, stwierdził wyraźnie, iż nie poszliśmy tam w sprawie broni masowego rażenia.